# Скіфська історія
Скі́фська істо́рія (рос. Скиѳская исторія) — історичний твір нового часу, присвячений Північній Євразії, що названа Скіфією. Написаний 1692 року староросійською мовою. Автор — московський дворянин і військовий Андрій Лизлов. У праці описується історія народів, що походять від скіфів; історія монголів (татар) та їхнє нашестя на Русь; історія взаємин татарських орд з сусідніми європейськими державами, насамперед, Московією; історія Казанського ханства та приєднання його до Московії; історія Кримського ханства, а також османських завоювань на Балканах до кінця XVI століття. Складена на основі руських і московських літописів, хронографів, розрядних книг, списків «Казанської історії», польських хронік, «Опису Сарматії Європейської» Алессандро Гваньїні та інших історичних праць. Була популярна на теренах Росії у письмовому варіанті. Вперше видана малим накладом 1776 року в Санкт-Петербурзі видавцем Миколаєм Новіковим. Вдруге видана ним же 1787 року у Москві, так само малим накладом. Після впровадження цензури Катериною ІІ не видавалася. Третє, наукове і коментоване видання вийшло 1990 року в Москві накладом у 5 тисяч примірників.

## Назва
За виданням 1776 року: «Скифская история, содержащая в себе: о названии Скифии, и границах ея, и народех скифийских монгаллах и прочих, и о амазонах мужественных женах их, и коих времен и яковаго ради случая татаре прозвашася и от отеческих своих мест в наши страны приидоша, и яковыя народы во оных странах быша, и идеже ныне татарове обитают. И о начале и умножении Золотыя орды и о царех бывших тамо. О Казанской орде и царех их. О Перекопской или Крымской орде и царех их. О Махомете прелестнике агарянском и о прелести вымышленной от него. О начале турков и о салтанах их»